# Synagogue de Aley
La synagogue de Aley, aussi connue sous le nom de synagogue de Ohel Jacob, est une synagogue construite dans la ville de Aley (District d'Aley), Liban en 1895.

## Histoire
Après l'ouverture de la ligne de chemin de fer Beyrouth-Damas en août 1895, les Juifs de Beyrouth ont commencé à passer leurs vacances d'été dans les montagnes libanaises à Aley. Le bienfaiteur Ezra Anzarut, fils de Jacob Anzarut, construit une synagogue pour la communauté juive en 1895 qu’il nomme Ohel Jacob, le prénom de son père. (De nombreuses synagogues à travers le monde portent le nom «ohel» signifiant «tente» suivi du prénom du bienfaiteur ou de la personne qu'il voulait honorer.
Le 27 juillet 1922, le journal juif libanais intitulé "Al Alam al Israeli" (le monde israélite) publie les informations suivantes :
À cette époque, la synagogue d'Aley a été peinte avec de la peinture à l'huile et l'électricité a été installée dans la synagogue pour la première fois,.